# Histoire de l'Allemagne (Joseph Rovan)
Histoire de l'Allemagne est un ouvrage de l'historien franco-allemand Joseph Rovan paru en 1994 et remanié en 1999 à la fin de sa carrière.

## Méthode

### Synthèse et définition large de l'Allemagne
L'ouvrage synthétise les connaissances de cet historien humaniste, porté sur le dialogue franco-allemand et la mise en perspective de l'Allemagne du XXe siècle à travers l'histoire.
Dans sa préface, il se présente lui-même comme un homme de 75 ans, ayant beaucoup fréquenté les humanistes et européistes de la revue Esprit.
Joseph Rovan souligne que la qualité de son travail dépend de sa vision d'ensemble de l'histoire allemande, plus que de l'exactitude du détail. Il peut ainsi porter des jugements d'ensemble sur le caractère de l'Allemagne et considère l'Allemagne du point de vue des peuples germaniques, en dehors du strict territoire allemand. Il rappelle ainsi la poussée du peuple allemand vers l'Est et de l'empreinte des civilisations, l'Empire allemand étant plus développé au XIIe siècle que les Wendes et les Baltes colonisés.

### Dialogue avec l'historiographie allemande et mise en perspective
Dans le même temps, il se  démarque de la vision qu'a donné l'historiographie allemande du XIXe-début XXe siècle : il refuse par exemple de distinguer dans le peuple saxon le véritable représentant de la future Allemagne, ou de considérer comme Bismarck l'entrevue de Canossa comme une humiliation, mais plutôt comme une victoire diplomatique.
Il fait donc de fréquentes mises en perspectives sur l'histoire ancienne : explication étymologique des noms allemands, influence étymologique dans les noms allemands actuels, utilisation de l'histoire dans l'Allemagne contemporaine (anniversaire de la bataille du Lechfeld par Adenauer), comparaisons trans-historiques (rôle des « chasseurs de Lützow » de 1813 comparé aux FFI de 1945 ).

### Des méthodes diversifiées et traditionnelles
Ses méthodes d'explication font intervenir les facteurs socio-politiques, économiques, géopolitiques, mais il porte parfois les questions historiques sur le terrain idéologique et moral, expliquant par exemple l'hitlérisme comme la victoire de forces nihilistes déjà présentes dans la Prusse du XVIIIe siècle. Il remet aussi à l'honneur le rôle des personnalités dirigeantes dans la marche de l'histoire, en s'attardant sur les personnalités des princes et en leur consacrant de nombreux portraits.

## Éditions
- Éditions du Seuil, 1994
- Éditions du Seuil, 1999 (édition remaniée)